# Јеврејски лоби
Јеврејски лоби је назив који се користи за опис или потврду организованог јеврејског утицаја на бројним пољима у друштву, укључујући политику, владу, јавну политику, међународне односе, као и на предузетништво, међународне финансије, медије, академије, и популарну културу. Израз се понекад користи за наглашен утицај и лобирање државе Израел у САД.